# Amal (traghetto)
L'Amal è un traghetto appartenente alla compagnia di navigazione Aletehad Line.

## Servizio
Costruito nel cantiere navale Fincantieri di Palermo con il nome di Via Mediterraneo e consegnato nel giugno del 1993 alla Viamare di Navigazione, prende servizio nello stesso mese nei collegamenti tra Voltri e Termini Imerese.
Nell'aprile del 1994 viene trasferito insieme al gemello Via Ionio all'Adriatica di Navigazione e, ribattezzato Espresso Catania, prende servizio nei collegamenti tra Ravenna e Catania.
Il 14 febbraio 2000, durante la navigazione verso Catania, entra in collisione con il cargo portoghese Zafir, affondato nella collisione, portando con sé 13 membri dell'equipaggio. L'Espresso Catania, anch'esso profondamente danneggiato, viene invece rimorchiato a Guardavalle per evitarne l'affondamento.
Il 16 febbraio torna regolarmente in servizio.
Nel 2004, con l'acquisizione di Adriatica di Navigazione da parte della Tirrenia di Navigazione, passa insieme al gemello a quest'ultima, continuando ad operare sulla stessa rotta.
Negli anni a seguire viene trasferito nei collegamenti tra Livorno, Olbia e Cagliari.

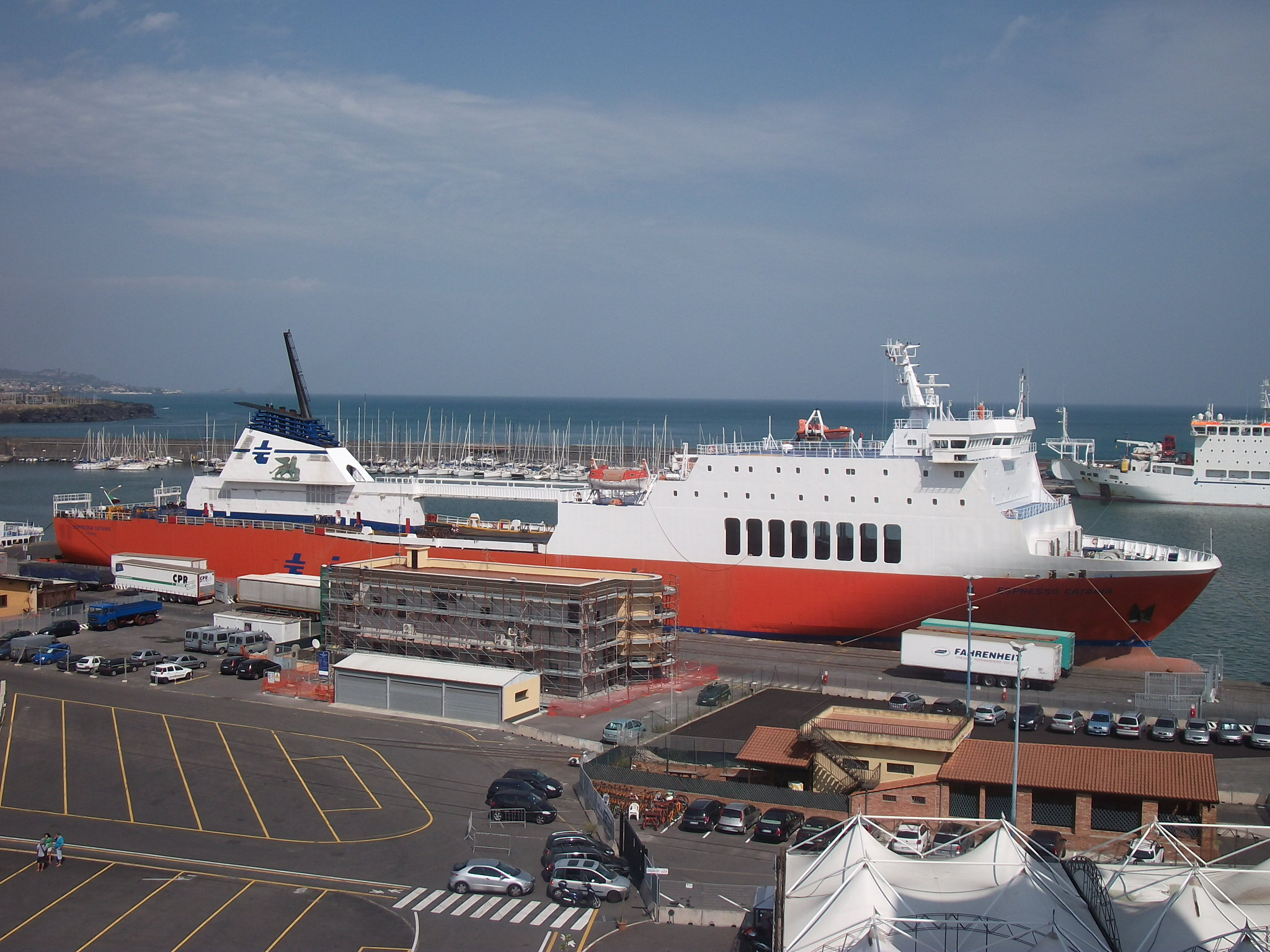
L'Espresso Catania ormeggiato a Catania nel 2012.

Nell'ottobre del 2016 viene noleggiato insieme all'Espresso Ravenna alla Moby Lines, tornando in servizio nei collegamenti merci tra Livorno ed Olbia.
Nel gennaio del 2017 viene ribattezzato Hartmut Puschmann.
Nel maggio del 2018 torna ad operare sotto le insegne della Tirrenia CIN e viene trasferito nei collegamenti tra Napoli e Catania.
Successivamente torna in servizio nei collegamenti tra Livorno, Olbia e Cagliari.
Nel febbraio del 2019 viene venduto alla Aletehad Line, continuando tuttavia ad operare in noleggio per la Tirrenia CIN fino al novembre successivo.

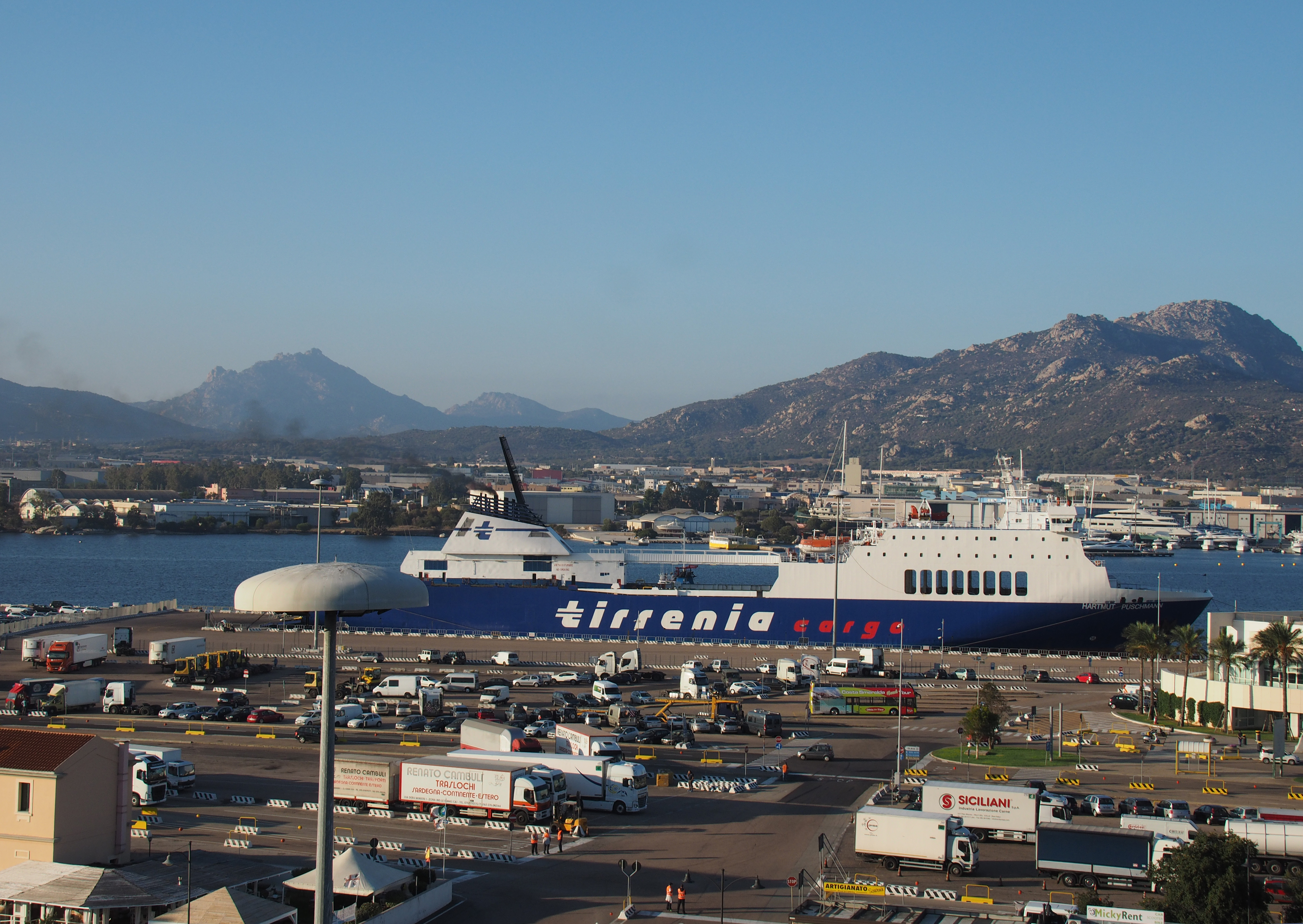
L'Hartmut Puschmann ormeggiato ad Olbia nel 2017.

Il 16 luglio 2019, durante la navigazione verso Livorno, una cisterna contenente acido cloridrico ha iniziato a sversare l'acido, costringendo il traghetto a deviare la propria rotta verso Olbia, dov'è stata sbarcata.
Nel novembre del 2019 viene consegnato alla Aletehad Line e, ribattezzato Amal, viene trasferito a Drapetsona.
Il 22 gennaio 2020 viene trasferito a Syros.
Successivamente, prende servizio nel Mar Rosso, nei collegamenti tra Safaga e Neom, aggiungendosi al compagno di flotta Daleela.
Nel maggio del 2025 viene trasferito nei collegamenti tra Jeddah e Suakin.

## Navi gemelle
- Dénia Ciutat Creativa
- Lider Prestij
- Galileusz
- Copernicus
- Marco Polo
- Drujba